# Asplenium shikokianum
Asplenium shikokianum är en svartbräkenväxtart som beskrevs av Mak. Asplenium shikokianum ingår i släktet Asplenium och familjen Aspleniaceae. Inga underarter finns listade.